# Torre da Estação Ferroviária de Pinhal Novo

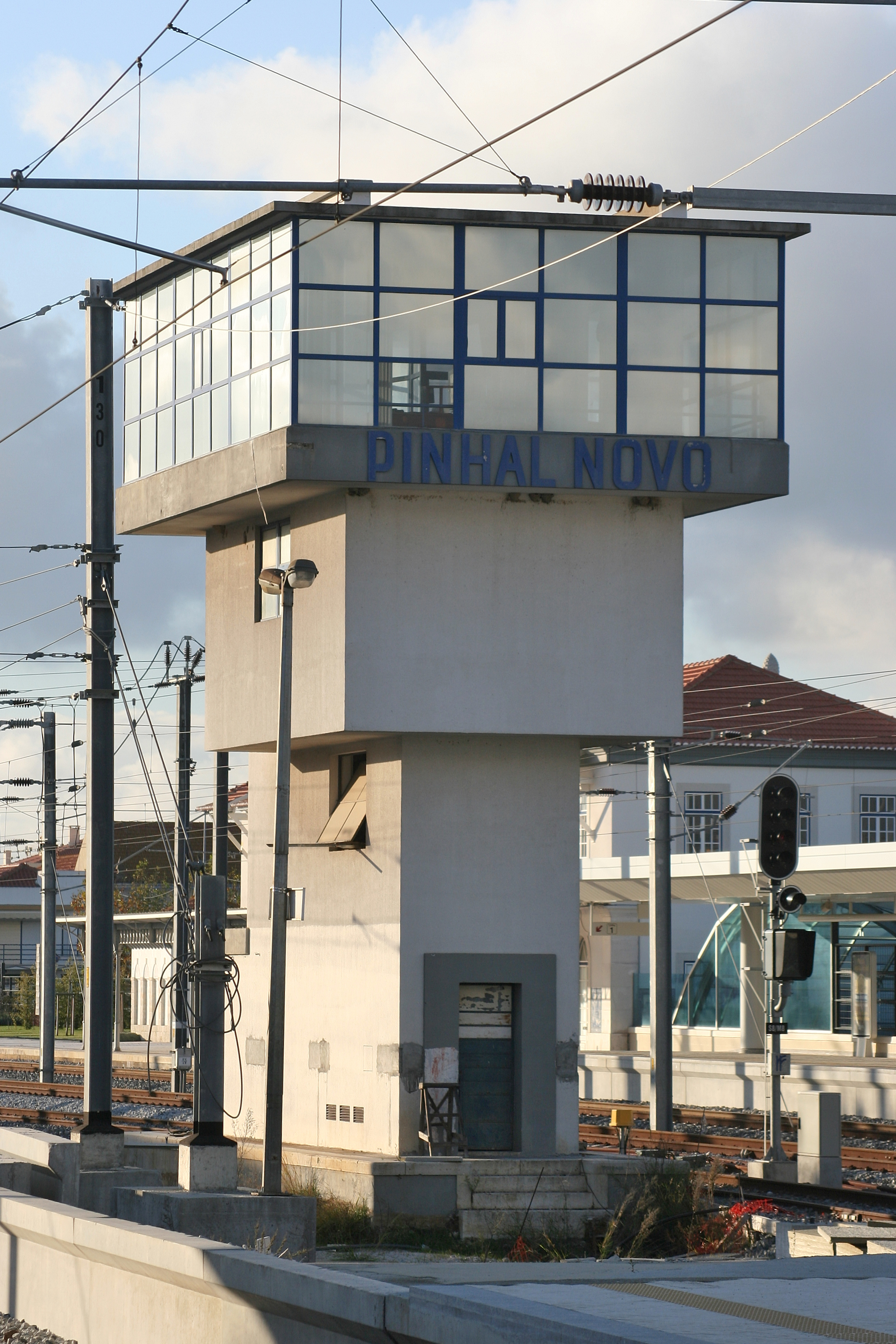
A torre: não integrada nas plataformas e vias da estação (2006).

A torre de sinalização e manobra ferroviária da estação de Pinhal Novo foi um projecto da autoria do arquitecto José Ângelo Cottinelli Telmo desenvolvido entre Maio a Setembro de 1936, e foi inaugurada em Outubro de 1938, por encomenda da Companhia dos Caminhos de Ferro Portugueses, e elaborado na Divisão de Via e Obras.
O edifício existente está em vias de classificação pelo IGESPAR. Apesar das intenções da REFER de a demolir, um movimento local de protecção do património — que contou com o apoio da Ordem dos Arquitectos — conseguiu garantir a sua permanência no local original. Em 2002, a Assembleia Municipal de Palmela classificou-a como imóvel de interesse municipal.
Perante a polémica, e no decurso da remodelação da estação, previa-se que as vias de circulação fossem construídas com curvas para contornar a torre, o que acabou por não acontecer: A torre ergue-se no leito previsto da via VI (que se manteve por completar), desalinhada das plataformas e das vias — comprovando que o projeto original da nova estação previa a sua demolição.[carece de fontes?]

Em finais de 2023, foram anunciadas obras de reformulação da configuração das vias da estação, previstas para o período 2027-2029.